# Kikai (Kagoshima)
Kikai (喜界町, Kikai-chō) est un bourg du district d'Ōshima, dans la préfecture de Kagoshima, au Japon. Il est situé sur l'île de Kikai.

## Géographie

### Démographie
Au 1er novembre 2014, la population de Kikai s'élevait à 7 437 habitants répartis sur une superficie de 56,94 km2.

## Personnalités liées à la municipalité
- Nabi Tajima (1900-2018), supercentenaire japonaise.